# Réforme fiscale américaine de 1981

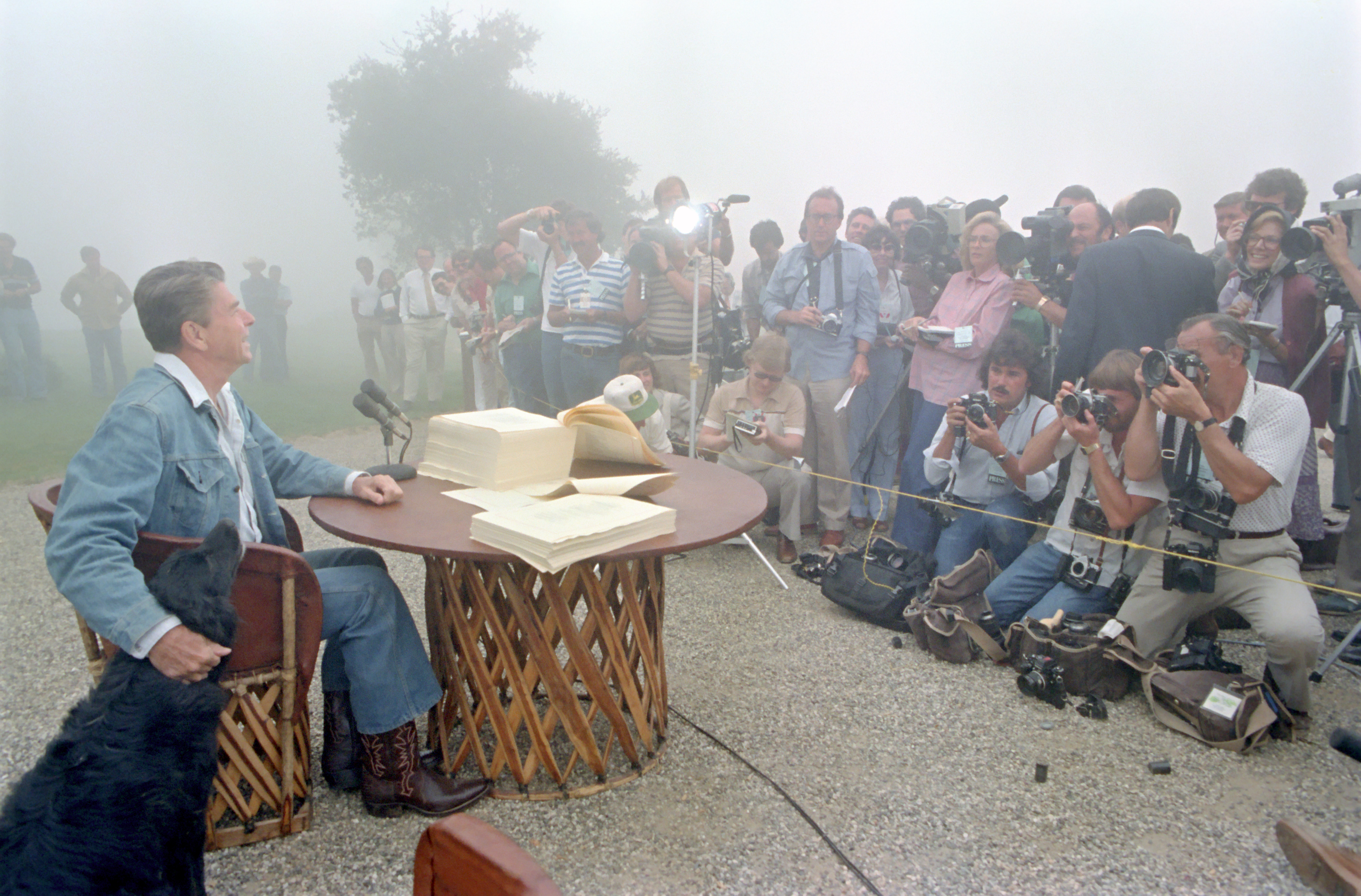
Le président Ronald Reagan signe le projet de loi à Rancho del Cielo en 1981.

La loi sur la réforme fiscale américaine de 1981 (en anglais Economic Recovery Tax Act, ERTA), ou « Kemp-Roth Tax Cut », était une loi qui a introduit des diminutions majeures d'impôts aux États-Unis, et qui avait pour objectif d'encourager la croissance économique. La loi fédérale a été adoptée par le 97e congrès des États-Unis et promulguée par le président américain Ronald Reagan. Le « Accelerated Cost Recovery System » était une composante majeure de cette loi et a été amendé en 1986 pour devenir le « Modified Accelerated Cost Recovery System » (MACRS).